# Larry King
Larry King, pseudonimo di Lawrence Harvey Zeiger (New York, 19 novembre 1933 – Los Angeles, 23 gennaio 2021), è stato un conduttore televisivo, conduttore radiofonico, giornalista e attore statunitense.
Iniziò come giornalista locale e intervistatore radiofonico della Florida negli anni cinquanta e sessanta e divenne popolare facendo lo speaker radiofonico nazionale in una trasmissione serale a partire dal 1978. Dal 1985 al 2010 guidò il programma notturno Larry King Live, uno dei più longevi talk show statunitensi, sulla CNN. Dal 2012 alla morte condusse su Hulu e RT America i talk show Larry King Now e Politicking con Larry King.
Nelle sue trasmissioni era solito indossare un paio di grosse bretelle.

## Biografia

### Origini
Larry King nacque a Brooklyn, New York, da Jennie Gitlitz, originaria di Vilnius, in Lituania, e Aaron Zeiger, proprietario di un ristorante, proveniente da Kolomyja, Ucraina. Entrambi i genitori erano ebrei ortodossi. Larry fu educato alla Lafayette High School, una scuola pubblica di Brooklyn, che non terminò. Aaron Zeiger morì a 44 anni per un attacco di cuore lasciando la moglie e i due figli in condizioni economiche così difficili da dover essere supportati dai servizi sociali. 

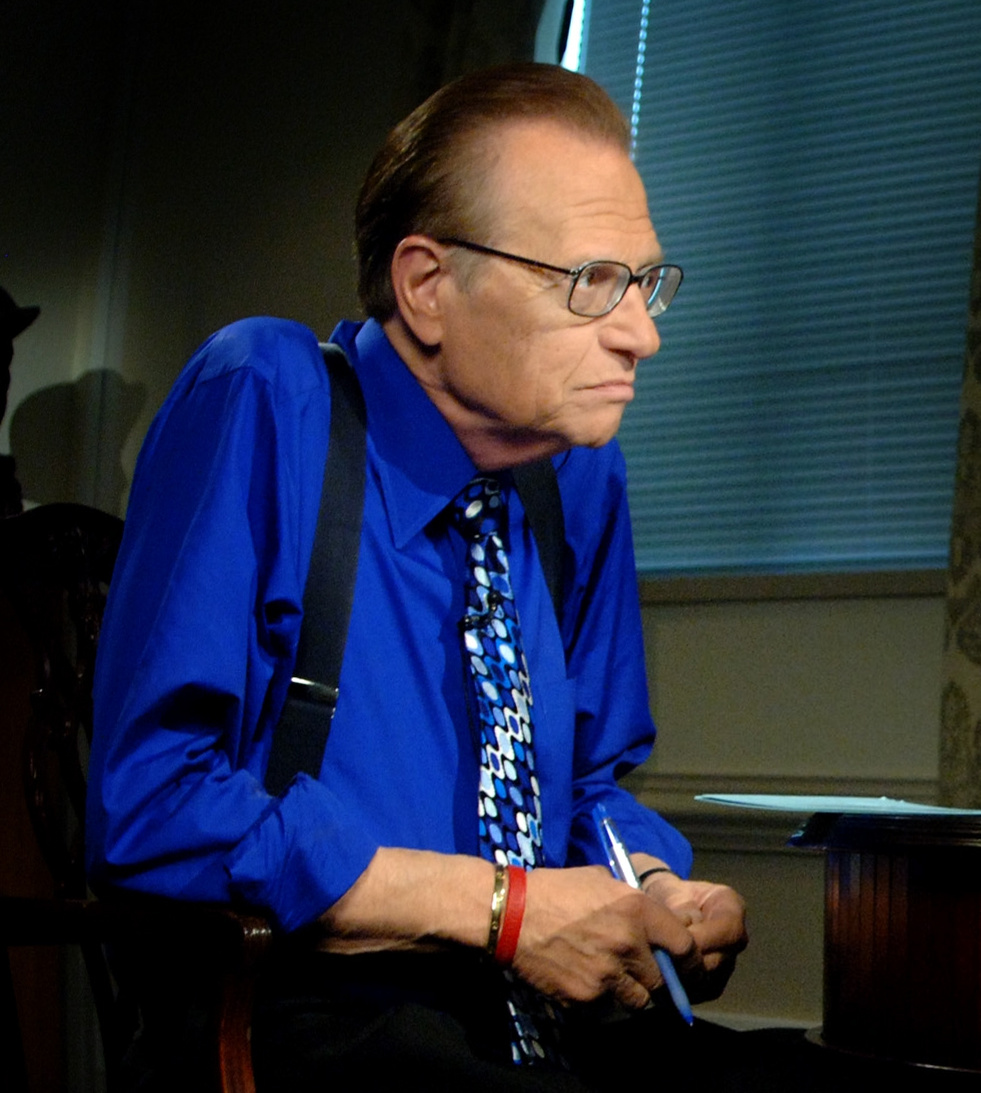
Larry King alla CNN nel 2006

### Carriera
Il suo esordio nel mondo dei mass media avvenne nel 1957, quando iniziò a lavorare come disc-jockey presso una stazione radio di Miami Beach, in Florida. Fu in quel periodo che, dietro consiglio del suo manager, cambiò il suo cognome in King.
Nei primi anni '70 ebbe problemi legali e finanziari, culminati col suo arresto nel 1971 per furto aggravato (grand larceny), accuse dalle quali fu in seguito assolto, ma perse comunque il lavoro e si indebitò fino a dichiarare bancarotta nel 1978; nello stesso anno gli fu offerta la conduzione di un programma radiofonico trasmesso nelle ore notturne, che fece da apripista per il Larry King Live, andato in onda sulla rete CNN per oltre 25 anni, fino al 16 dicembre 2010.
Il 27 febbraio 1987 ebbe un attacco di cuore: subì quindi un intervento per l'installazione di un quintuplo bypass. Fondò poi la Larry King Cardiac Foundation, destinata a sostenere le spese delle procedure salvavita per i pazienti cardiopatici meno abbienti
Nella sua carriera di giornalista effettuò oltre 30.000 interviste a celebrità di tutto il mondo  (il primo fu Bobby Darin): numerosi gli uomini politici, tra cui Yasser Arafat, Vladimir Putin, Tony Blair e tutti i presidenti statunitensi in carica a partire dal 1974. King intervistò persino Mahmud Ahmadinejad, nonostante le grandi tensioni tra Stati Uniti e Iran.
Nel 1997, King fu una delle 34 celebrità a firmare una lettera aperta all'allora cancelliere tedesco Helmut Kohl, apparsa come annuncio pubblicitario sull'International Herald Tribune, che protestava contro il trattamento degli scientologisti in Germania, paragonandolo all'oppressione perpetrata dai nazisti negli anni '30. Altri firmatari furono Dustin Hoffman, Mario Puzo, Oliver Stone e Goldie Hawn.
Fece una donazione al Memorial Garden dell'11 settembre a Beverly Hills e il suo nome fu affisso sul monumento.
Amico di attori e registi, apparve in alcuni film e telefilm, nel ruolo di sé stesso.

### Morte
King è morto nel gennaio del 2021 all'età di 87 anni al Cedars-Sinai Medical Center di Los Angeles, per complicazioni da COVID-19: a causa dell'infezione era ricoverato da tre settimane.

## Vita privata
Larry King si sposò otto volte, con sette donne diverse: la prima moglie fu la compagna di liceo Freda Miller (il matrimonio durò dal 1952 al 1953), la seconda Annette Kaye (1960-1961), la terza Mickey Sutphin (solo 3 mesi nel 1963), la quarta Alene Akins (1963-1967 e 1967-1972), la quinta l'insegnante Sharon Lepore (1976–1984), la sesta la donna d'affari Julie Alexander (1989–1992) e la settima Shawn Southwick; sposatisi nel 1997, i due presentarono istanza di divorzio nel 2010 ma poi si riconciliarono.
King fu anche fidanzato con l'attrice Angie Dickinson durante gli anni ottanta, con il ministro Rama Fox dal 1992 al 1995 e con l'attrice Deanna Lund nel 1995.
Ebbe cinque figli: Larry Jr. (1962) con la seconda moglie Annette Kaye; Andy (1962-2020, adottato) e Chaia (1969-2020) con la quarta moglie Alene Akins; Chance (1999) e Cannon (2000) con l'ultima moglie. Andy e Chaia gli premorirono entrambi nel 2020, rispettivamente a seguito di un attacco cardiaco e per un tumore ai polmoni.

## Filmografia parziale

### Attore

#### Cinema
- Ghostbusters - Acchiappafantasmi, regia di Ivan Reitman (1984)
- Pubblifollia - A New York qualcuno impazzisce (Crazy People), regia di Tony Bill (1990)
- L'esorcista III (The Exorcist III), regia di William Peter Blatty (1990)
- Dave - Presidente per un giorno (Dave), regia di Ivan Reitman (1993)
- Spy (The Long Kiss Goodnight), regia di Renny Harlin (1996)
- Contact, regia di Robert Zemeckis (1997)
- The Jackal, regia di Michael Caton-Jones (1997)
- I colori della vittoria (Primary Colors), regia di Mike Nichols (1998)
- Bulworth - Il senatore (Bulworth), regia di Warren Beatty (1998)
- Nemico pubblico (Enemy of the State), regia di Tony Scott (1998)
- Faccia a faccia (The Kid), regia di Jon Turteltaub (2000)
- The Contender, regia di Rod Lurie (2000)
- I perfetti innamorati (America's Sweethearts), regia di Joe Roth (2001)
- John Q, regia di Nick Cassavetes (2002)
- La donna perfetta (The Stepford Wives), regia di Frank Oz (2004)
- Swing Vote - Un uomo da 300 milioni di voti (Swing Vote), regia di Joshua Michael Stern (2008)
- Il dittatore (The Dictator), regia di Larry Charles (2012)
- The Power of Few - Il potere dei pochi (The Power of Few), regia di Leone Marucci (2013)
- Chloe and Theo, regia di Ezna Sands (2015)

#### Televisione
- Spin City – serie TV, un episodio (1997)
- Frasier – serie TV, un episodio (1997)
- Boston Legal – serie TV, un episodio (2005)
- Law & Order - Il verdetto (Law & Order: Trial by Jury) – serie TV, un episodio (2005)
- Un giorno perfetto (A Perfect Day), regia di Peter Levin – film TV (2006)
- Law & Order: Criminal Intent – serie TV, un episodio (2006)
- Shark - Giustizia a tutti i costi (Shark) – serie TV, un episodio (2007)
- The Closer – serie TV, un episodio (2007)
- Ugly Betty – serie TV, un episodio (2008)
- 30 Rock – serie TV, un episodio (2009)
- American Crime Story – serie TV, 4 episodi (2016)

### Doppiatore

#### Cinema
- Shrek 2, regia di Andrew Adamson, Kelly Asbury e Conrad Vernon (2004)
- Shrek terzo (Shrek the Third), regia di Raman Hui e Chris Miller (2007)
- Bee Movie, regia di Simon J. Smith e Steve Hickner (2007)
- Shrek e vissero felici e contenti (Shrek Forever After), regia di Mike Mitchell (2010)

#### Televisione
- I Simpson - sitcom animata, 2 episodi (1991-1994)

## Doppiatori italiani
Nelle versioni in italiano delle opere in cui ha recitato, Larry King è stato doppiato da:
- Dario Penne ne I perfetti innamorati, 30 Rock
- Gerolamo Alchieri in La donna perfetta, Mr 3000
- Sergio Matteucci in Contact
- Sandro Iovino in Frasier
- Toni Orlandi in Nemico pubblico
- Paolo Marchese in Law & Order - Il verdetto
- Dante Biagioni in Un giorno perfetto
- Claudio Parachinetto in Law & Order: Criminal Intent
- Emilio Cappuccio in Shark - Giustizia a tutti i costi
- Domenico Crescentini in The Closer
- Stefano Oppedisano in Chloe & Theo
- Carlo Reali in American Crime Story

Da doppiatore è sostituito da:
- Mario Bombardieri in Shrek Terzo, Shrek - E vissero felici e contenti 3D
- Gerolamo Alchieri in Bee Movie